# Peña Sport Fútbol Club
Il Peña Sport Fútbol Club è una società calcistica con sede a Tafalla, in Navarra, in Spagna.
Gioca nella Tercera Federación, la quinta serie del campionato spagnolo.

## Storia
Il Peña Sport fu fondato nel 1925, in seguito alla fusione di vari club della città di Tafalla. Nel 1931 vinse la Copa Navarra.
L'attività del Peña Sport fu interrotta dalla Guerra civile spagnola e ricominciò solo negli anni quaranta.
Nel 1951, con un incontro tra il Peña Sport e l'Athletic Bilbao, fu inaugurato l'Estadio de San Francisco dove la squadra gioca ancora oggi.
Arrivò ai sedicesimi di finale della Coppa del Re 2006-2007 ma fu eliminato dall'Osasuna.

## Tornei nazionali
- 1ª División: 0 stagioni
- 2ª División: 0 stagioni
- 2ª División B: 10 stagioni
- 3ª División: 41 stagioni

## Palmarès

### Competizioni nazionali
- Tercera División: 9

1992-1993, 1993-1994, 1996-1997, 1998-1999, 1999-2000, 2005-2006, 2011-2012, 2014-2015, 2016-2017

### Altri piazzamenti
- Tercera División:

Secondo posto: 1994-1995, 1997-1998, 2001-2002, 2006-2007, 2009-2010, 2018-2019
Terzo posto: 1990-1991, 1995-1996